# エルネスト・ルナン (装甲巡洋艦)
| 写真はエルネスト・ルナン | |
| 艦歴                     | |
| 発注                     | ペノエ造船所 |
| 起工                     | 1904年7月 |
| 進水                     | 1906年4月 |
| 就役                     | 1909年 |
| 除籍                     | 1931年 |
| 前級                     | ジュール・ミシュレ |
| 次級                     | エドガー・キーネ級 |
| 性能諸元                 | |
| 排水量                   | 常備：13,504トン |
| 全長                     | 158.97m -m(水線長) |
| 全幅                     | 21.34m |
| 吃水                     | 8.36m |
| 機関                     | ニクローズ式石炭・重油混焼水管缶42基+直立型三段膨張式四気筒レシプロ機関3基3軸 |
| 最大出力                 | 36.000hp |
| 最大速力                 | 23.0ノット(公試時：24.4ノット) |
| 航続距離                 | 10ノット/12,000海里(石炭：2,260トン、重油：不明) |
| 乗員                     | 824名 |
| 兵装                     | Model 1902 19.4cm(50口径)連装速射砲2基 Model 1893-96 16.3cm(45口径)単装速射砲12基 Model 1902 65mm単装速射砲16基 Model 1902 47mm機関砲8基 37mm機関砲2基 Model 1904 45cm水中魚雷発射管単装2基 |
| 装甲                     | 舷側：90～170mm（水線面主装甲） 甲板：45mm(水平面)、65mm(傾斜部) 主砲防盾：200mm 副砲塔：130～165mm 副砲ケースメイト：140mm 司令塔：200mm                                                   |

エルネスト・ルナン (装甲巡洋艦) (Croiseur cuirassé - Ernest Renan) はフランス海軍の装甲巡洋艦。本艦はレオン・ガンベタ級の改良型として設計されたが、速力を強化すべく全長を約12m伸ばされると共に機関が強化されニクローズ式水管缶を42基を搭載したために煙突の本数が4本から6本に増加したのが特徴である。艦名は思想家のエルネスト・ルナンに因む。

## 艦形

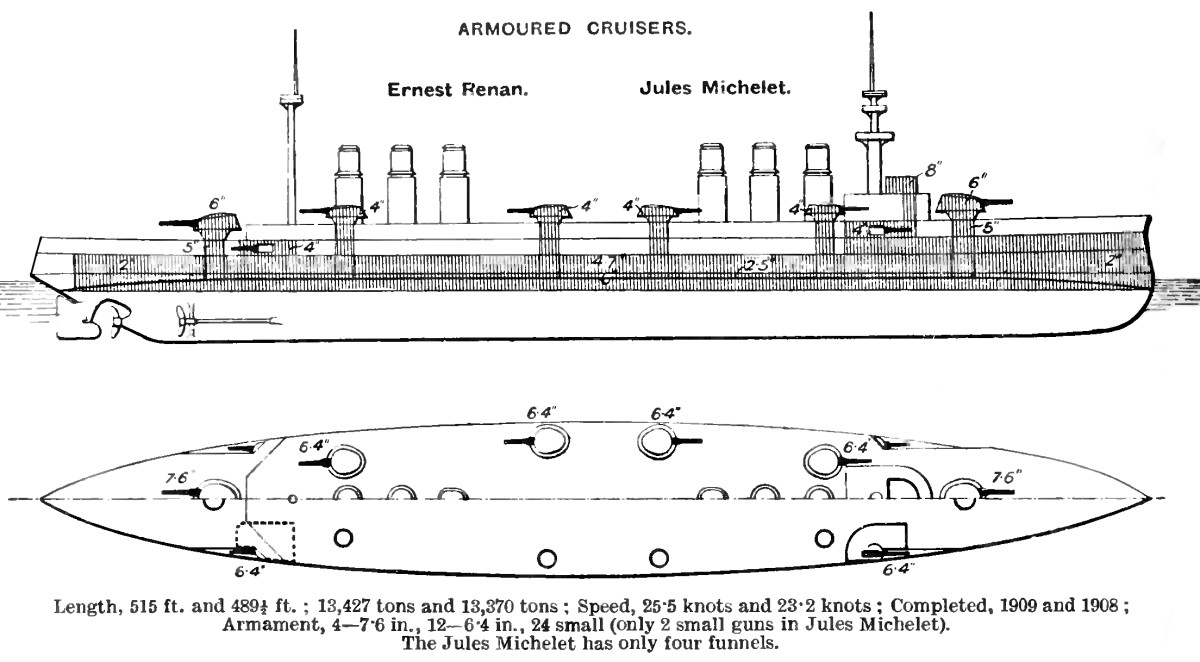
1923年の本艦の武装・装甲配置を示した図。

船体形状は前型と同じく高い乾舷を持つ長船首楼型船体で外洋での凌波性は良好であった。艦首から前向きに19.4cm連装主砲塔1基を配置、艦橋構造は大型化され箱型とし、その上に初期のものより簡素化されたミリタリー・マストが立つ。ミリタリー・マストの頂部の見張り所は一段のみとれ探照灯台が配置された。
艦橋の背後に前述通り6本の煙突が立っているが、ボイラー室を前後に振り分けた缶室分離配置を採っているために煙突は3番煙突と4番煙突の間は広く取られており、間に四角形の通風筒とグース・ネック(鴨の首)型クレーン1本が立っている。
煙突の周囲は艦載艇置き場となっており、2番煙突両側に艦載艇用の揚収クレーン片舷2基計4基が配置されている。6番煙突から後ろは簡便な単脚檣、後ろ向きに19.4cm連装主砲塔1基が載る。副砲は16.3cm副砲12門が単装砲塔に収められ、船体中央部に等間隔で配置され片舷6基計12基を配置した。

## 参考図書
- 「世界の艦船増刊第50集　フランス巡洋艦史」（海人社）